# 프란 페레아
프란 페레아(Fran Perea, 1978년 11월 20일 ~ )는 스페인의 배우 및 가수이다.

## 출연 작품
- 라이프 베스트 언더 유어 시트 (2012)
- 크리설리스 (2011)
- 광대를 위한 슬픈 발라드 (2010)
- 13송이 장미 (2007)
- 헤어리 투스 페어리 (2006)
- 춤추는 나의 베아트리체 (2006)